# Serena Brancale

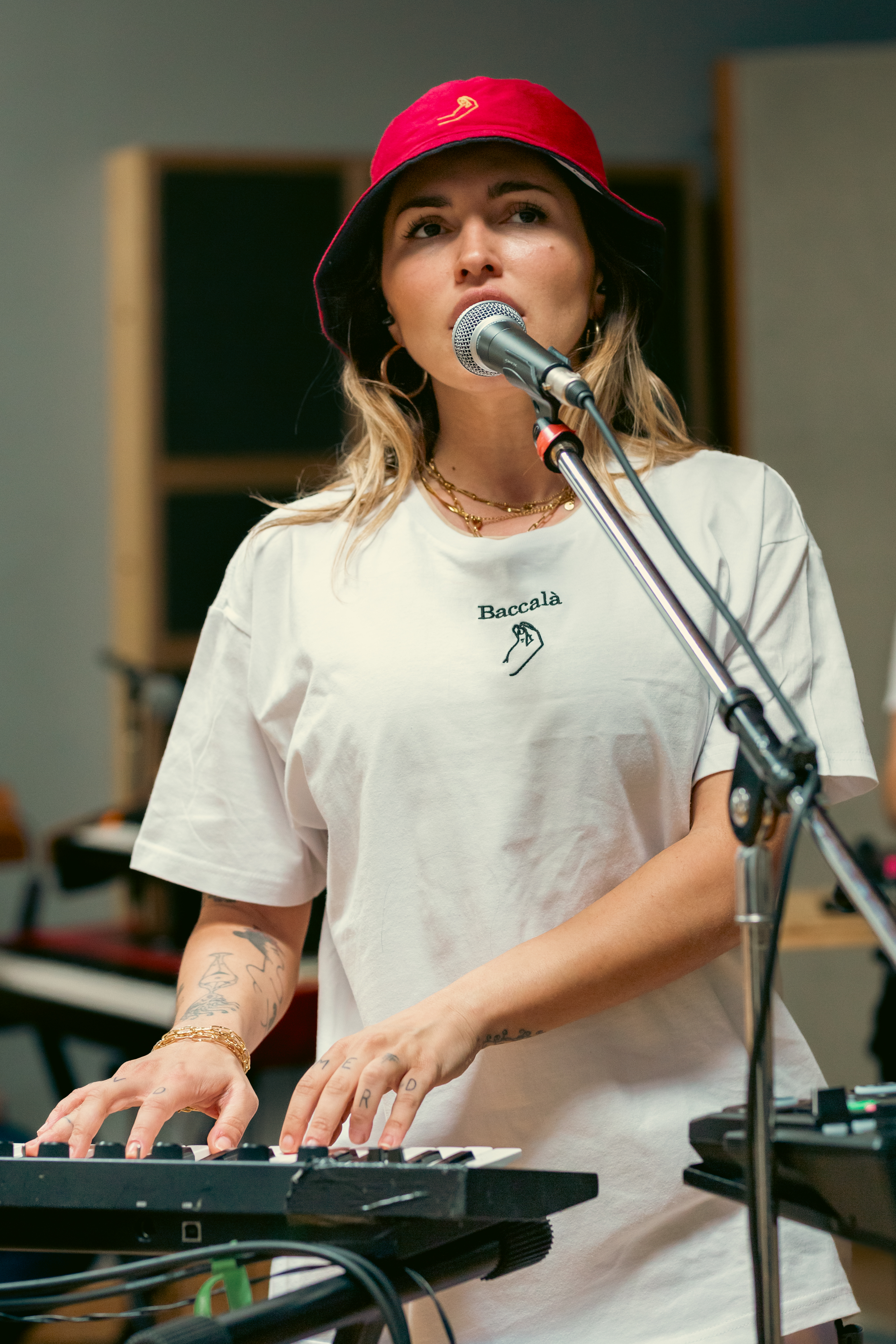
Serena Brancale (2024)

Serena Brancale (* 4. Mai 1989 in Bari) ist eine italienische Musikerin.

## Karriere
Brancale wuchs in einer Musikerfamilie auf. Im Alter von 14 Jahren war sie im Film Mio cognato von Alessandro Piva zu sehen. Am Konservatorium in Bari machte sie später ihren Abschluss in Jazzgesang. Anschließend nahm sie zwei Alben mit dem Projekt Camera sould auf. 2011 gründete sie das Serena Branquartet, mit dem sie sich zwischen Nu-Soul und Jazz bewegt.
Einem größeren Publikum wurde Brancale schließlich durch ihre Teilnahme am Sanremo-Festival 2015 in der Newcomer-Kategorie bekannt, wo sie das Lied Galleggiare präsentierte. Dieses war auch titelgebend für ihr erstes Soloalbum. 2019 veröffentlichte sie das nächste Album Vita da artista, auf dem sie unter anderem mit Willie Peyote zusammenarbeitete. Das dritte Album Je sò accussì erschien 2022 und enthielt unter anderem ein Duett mit Ghemon.
2025 nahm Brancale mit dem Lied Anema e core erneut am Sanremo-Festival teil, diesmal in der Hauptkategorie. Sie erreichte damit den 24. Platz im Wettbewerb und anschließend erstmals die Top 10 der italienischen Charts. Im Sommer präsentierte sie gemeinsam mit Alessandra Amoroso das Lied Serenata.

## Diskografie
Alben
- 2015: Galleggiare (Warner)
- 2019: Vita da artista (Isola degli Artisti)
- 2022: Je sò accussì (Isola degli Artisti)

Singles
- 2025: Anema e core
- 2025: Serenata (mit Alessandra Amoroso)

## Belege
1. ↑   https://www.radioitalia.it/artisti/serena-brancale-278199
2. ↑  Biografia di Serena Brancale. In: Rockol.it. Abgerufen am 29. November 2024 (italienisch).
3. ↑  Elena Palmieri: “La dolce vita” di Serena Brancale, apprezzata da Quincy Jones. In: Rockol.it. Abgerufen am 29. November 2024 (italienisch).
4. ↑  Chartquellen: IT
5. ↑  Auszeichnungen für Musikverkäufe: IT

| Personendaten    | Personendaten          |
| ---------------- | ---------------------- |
| NAME             | Brancale, Serena       |
| KURZBESCHREIBUNG | italienische Musikerin |
| GEBURTSDATUM     | 4. Mai 1989            |
| GEBURTSORT       | Bari                   |